# 苹果园街道 (开封市)
苹果园街道，是中华人民共和国河南省開封市顺河回族区下辖的一个乡镇级行政单位。

## 行政区划
苹果园街道下辖以下地区：
苹中社区、河大社区、苹南社区、仪北社区和苹东社区。